# Municipio de Britts
El municipio de Britts (en inglés: Britts Township) es un municipio ubicado en el  condado de Robeson en el estado estadounidense de Carolina del Norte. En el año 2000 tenía una población de 2.883 habitantes.

## Geografía
El municipio de Britts se encuentra ubicado en las coordenadas 34°35′58.1″N 79°7′25.14″O / 34.599472, -79.1236500.